# Lissabon og dens skønne Omegn, med de ældgamle Slotte
|  | Denne artikel er oprettet af botten Steenthbot ud fra en ekstern database. Den kan derfor have sproglige fejl eller mangler. Denne skabelon kan fjernes efter kontrol af indholdet. |

Lissabon og dens skønne Omegn, med de ældgamle Slotte er en dansk dokumentarfilm fra 1929 instrueret af Otto Nørmark efter eget manuskript.